# Chtíč po svobodě
Chtíč po svobodě: První roky po sametové revoluci je kniha fotografií českého fotografa Pavla Hrocha s textem spisovatele Jáchyma Topola. O grafiku knihy se postaral Marek Pistora. Obsahuje snímky, které Hroch vytvořil koncem osmdesátých a v první polovině devadesátých let dvacátého století, tedy v prvním období po Sametové revoluci. Kromě fotografií z Prahy jsou zde též snímky z demonstrací v Západním Berlíně a Moskvě. Vydána byla roku 2014 nakladatelstvím Kant, a to ve dvojjazyčném česko-anglickém vydání.